# Arne Dahl (Filmreihe)
Arne Dahl (Filmreihe) sind Verfilmungen schwedischer Spielfilme, die auf den Romanen von Jan Lennart Arnald beruhen, der seit 1998 unter dem Namen Arne Dahl Geschichten veröffentlicht, die sich um eine Sonderermittlungsgruppe der schwedischen Polizei dreht, die für die Bekämpfung von Verbrechen mit internationaler Tragweite zum Einsatz kommt.

## Handlung
Bei der schwedischen Polizei kommt bei Verbrechen mit internationaler Tragweite eine Sonderermittlungsgruppe zum Einsatz, die von den Ermittlern Paul Hjelm und Kerstin Holm geleitet wird.

## Hintergrund
Die Krimireihe in Miniserienform wurde in viele Sprachen übersetzt. Nach Dahls ursprünglicher Vorstellung sollte die Reihe am Ende aus zehn Romanen bestehen. 2011 startete mit Viskleken eine neue Thriller-Serie rund um ein geheimes Ermittlerteam der Europol. Diese Serie ist jedoch eine direkte Fortsetzung der Krimireihe um die sogenannte A-Gruppe und deren Hauptfiguren Paul Hjelm, Kerstin Holm sowie Jorge Chavez und Arto Söderstedt. Sie bekommen zwar internationale Unterstützung, doch schließt die Handlung direkt an die vorigen zehn Teile an.
Bei den Verfilmungen der ersten fünf Dahl-Krimis handelt es sich um eine Gemeinschaftsproduktion von Filmlance International in Koproduktion mit SVT, ZDF, Network Movie, ZDF Enterprises, Filmregion Stockholm-Mälardalen, Nordisk Film Produktion in Zusammenarbeit mit YLE, TV2 AS. Die Dreharbeiten begannen 2010. Alle fünf Romane wurden in zwei Versionen produziert: als Zweiteiler (je 2 × 90 min) und als Feature-Film-Version (120 min). In Schweden werden die Zweiteiler im Fernsehen und die 120-Minuten-Version im Kino gezeigt.
Die zweiten fünf Krimis wurden als Staffel 2 fertiggestellt; sie wurden ebenfalls in verschiedener Länge produziert. Sie wurden als Koproduktion von Filmlance International mit Sveriges Television, ZDF German Television Network, ZDF Enterprises GmbH und Nordisk Film Production hergestellt und es gibt sie als Zweiteiler (je 2 × 60 min) oder als Langversion (jeweils 115 min).

## 1. Staffel

### Episoden
| # | Deutscher Titel | Originaltitel (Buchtitel) | Regisseur               | Autor            | Erstausstrahlung D/SE                         | Erstausstrahlung D/SE                         |
| - | --------------- | ------------------------- | ----------------------- | ---------------- | --------------------------------------------- | --------------------------------------------- |
| 1 | Misterioso      | Misterioso                | Harald Hamrell          | C. & R. Börjlind | 04. Nov. 2012                                 | 27. Dez. 2011 (Teil 1) 28. Dez. 2011 (Teil 2) |
| 2 | Böses Blut      | Ont blod                  | Mani Meserat            | C. & R. Börjlind | 11. Nov. 2012                                 | 21. Okt. 2012 (Teil 1) 28. Okt. 2012 (Teil 2) |
| 3 | Falsche Opfer   | Upp till toppen av berget | Jörgen Bergmark         | C. & R. Börjlind | 18. Nov. 2012 (Teil 1) 25. Nov. 2012 (Teil 2) | 04. Nov. 2012 (Teil 1) 11. Nov. 2012 (Teil 2) |
| 4 | Rosenrot        | De största vatten         | Tova Magnusson          | C. & R. Börjlind | 22. Feb. 2015                                 | 18. Nov. 2012 (Teil 1) 25. Nov. 2012 (Teil 2) |
| 5 | Tiefer Schmerz  | Europa Blues              | Mattias & Niklas Olsson | C. & R. Börjlind | 02. Mär. 2015                                 | 14. Mrz. 2012                                 |

Im deutschen Fernsehen erschienen die Filme wie folgt (Erstausstrahlungen):
1. Misterioso: 2012, 120 Min
2. Böses Blut: 2012 110 Min, 2015, Zweiteiler à 90 Min
3. Falsche Opfer: 2012, Zweiteiler à 90 Min
4. Rosenrot: 2015, 120 Min, 2016, Zweiteiler à 90 Min
5. Tiefer Schmerz: 2015, 120 Min, 2016 Zweiteiler à 90 Min

## Besetzung
| Rolle           | Schauspieler      | Synchronsprecher      |
| --------------- | ----------------- | --------------------- |
| Kerstin Holm    | Malin Arvidsson   | Jennifer Böttcher     |
| Jenny Hultin    | Irene Lindh       | Marianne Bernhardt    |
| Viggo Norlander | Claes Ljungmark   | Bernd Vollbrecht      |
| Paul Hjelm      | Shanti Roney      | Peter Lontzek         |
| Gunnar Nyberg   | Magnus Samuelsson | Burkhard Schmeer      |
| Jorge Chavez    | Matias Varela     | Konstantin Graudus    |
| Arto Söderstedt | Niklas Åkerfelt   | Volker Hanisch        |
| Dan Mörner      | Mats Blomgren     | Holger Mahlich        |
| Cilla Hjelm     | Frida Hallgren    | Kristina von Weltzien |
| Sara Svenhagen  | Vera Vitali       |                       |

### Cameo von Arne Dahl
In der Verfilmung von Misterioso hat Arne Dahl einen Cameo. In der Zweiteiler-Version ist dieser im zweiten Teil in Minute 29, in der Feature-Film-Version (verkürzt) in Minute 76 zu sehen.

## 2. Staffel

### Episoden
| # | Deutscher Titel | Englischer Titel          | Buchvorlage                 | TV Sendedatum      |
| - | --------------- | ------------------------- | --------------------------- | ------------------ |
| 1 | Ungeschoren     | A Midsummer Night’s Dream | En midsommarnattsdröm, 2003 | 18. Sep. 2016, ZDF |
| 2 | Totenmesse      | Requiem                   | Dödsmässa, 2004             | 25. Sep. 2016, ZDF |
| 3 | Dunkelziffer    | Hidden Numbers            | Mörkertal, 2005             | 02. Okt. 2016, ZDF |
| 4 | Opferzahl       | Afterquake                | Efterskalv, 2006            | 22. Okt. 2017, ZDF |
| 5 | Bußestunde      | Eye in the Sky            | Himmelsöga, 2007            | 05. Nov. 2017, ZDF |